# ダイイング・フィータス
ダイイング・フィータス（Dying Fetus）は、アメリカ合衆国出身のデスメタル・バンド。
「サフォケイション」「スキンレス」と並び、ニューヨーク・デスメタルシーンの中心的なバンドとされ、一部のハードコアシーンとも繋がりがある。

## スタイル
速く複雑なギターリフとブラストビートを曲の軸として、低音とミドルのデスボイスの掛け合い、グルーヴィーなスロー～ミドル・パート、ビートダウンなどがダイイング・フィータスの音楽的な特徴とされる。また、初期はデスメタルにありがちな暴力的な歌詞が目立ったが、アルバム『Killing on Adrenaline』以降は、現代社会、特に消費主義を批判する歌詞が多い。
亡くなったファンには、最大限の敬意を払っている。2016年、「ライヴ中に散灰して欲しい」という故人の遺志を尊重して実現させた。

## 歴史
1991年にメリーランドのアナポリスにて結成。バンドは1995年にそれまでのデモを集めたデビューアルバム『Infatuation With Malevolence』をリリースし、アメリカ東部のツアーに出る。翌年には、Pulverized RecordsとDiehard Music Worldwideよりそれぞれアメリカとヨーロッパで、2ndアルバム『Purfication Through Violence』をリリースし、そのサポートのためカタクリズム(Kataklysm) とモンストロシティ(Monstrosity) とのアメリカツアーに同行する。
1998年には、3rdアルバム『Killing On Adrenaline』をリリースする。このアルバムは、ドイツのMorbid Recordsより発売されているが、アメリカではバンド自身のレーベルBlunt Force Recordsがリリースを行っている。
1999年にはBlunt Force Recordsから1stアルバム『Infatuation With Malevolence』が再発され、さらに翌年の2000年にはアンダーグラウンドで名高いリラプス・レコードと契約し、続けてデストラクションとカタクリズムと共にアメリカツアーを行う。同年の終わりには、4thアルバム『Destroy The Opposition』をリリースしている。なお、このアルバム以降は、ハウリング・ブルが日本盤の発売を行っている。
しかし、続くツアーの最中、結成当初からのメンバーだったジェイソン・ネザートンがバンドを脱退。さらにジョン・ギャラガーを残して、他のメンバーもバンドを脱退してしまい、一時解散状態に追い込まれたものの、ジョン・ギャラガーは新たなメンバーを集めて活動を再開させる。2002年には、Extreme the DOJO Vol.3の出演に伴い初の来日公演を行った。
その後は、新メンバーで北米やヨーロッパのツアーを行い、2003年に5thアルバム『Stop At Nothing』をリリース。幾らかのメンバーチェンジを経て、2007年に6thアルバム『War of Attrition』を発表するがメンバーが脱退。以後は、3人編成で定着した。
近年は、2009年以降の作品が全米チャート200位以内にランキングするようになり、知名度が上昇している。

## メンバー

### 現ラインナップ
- ジョン・ギャラガー (John Gallagher) - ギター/ボーカル (1991-現在),ドラム(1991-1994)
- シーン・ビーズリー (Sean Beasley) - ベース/ボーカル (2001-現在)
- トレイ・ウィリアムズ (Trey Williams) - ドラムス (2007-現在)

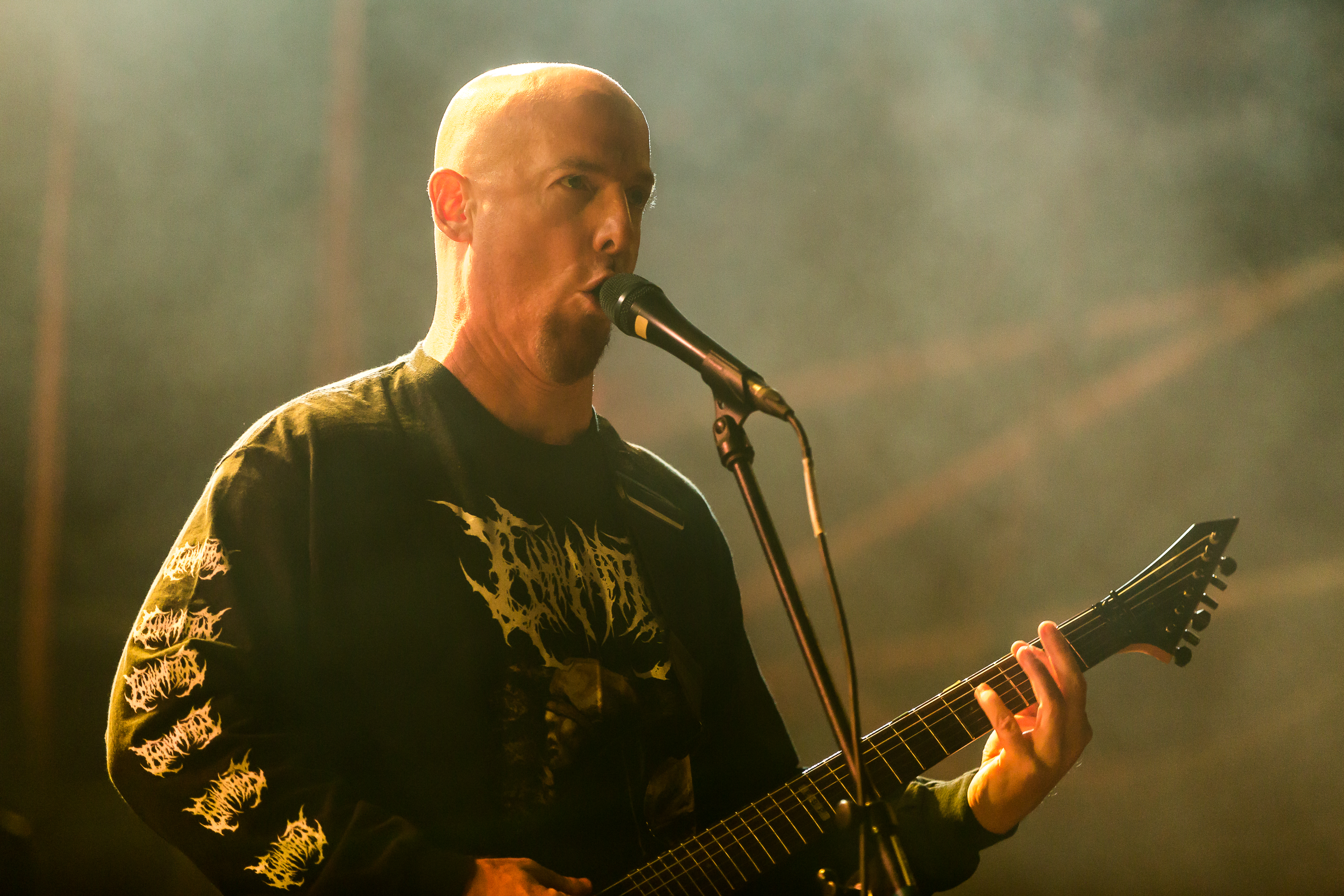
ジョン・ギャラガー(G/Vo) 2018年
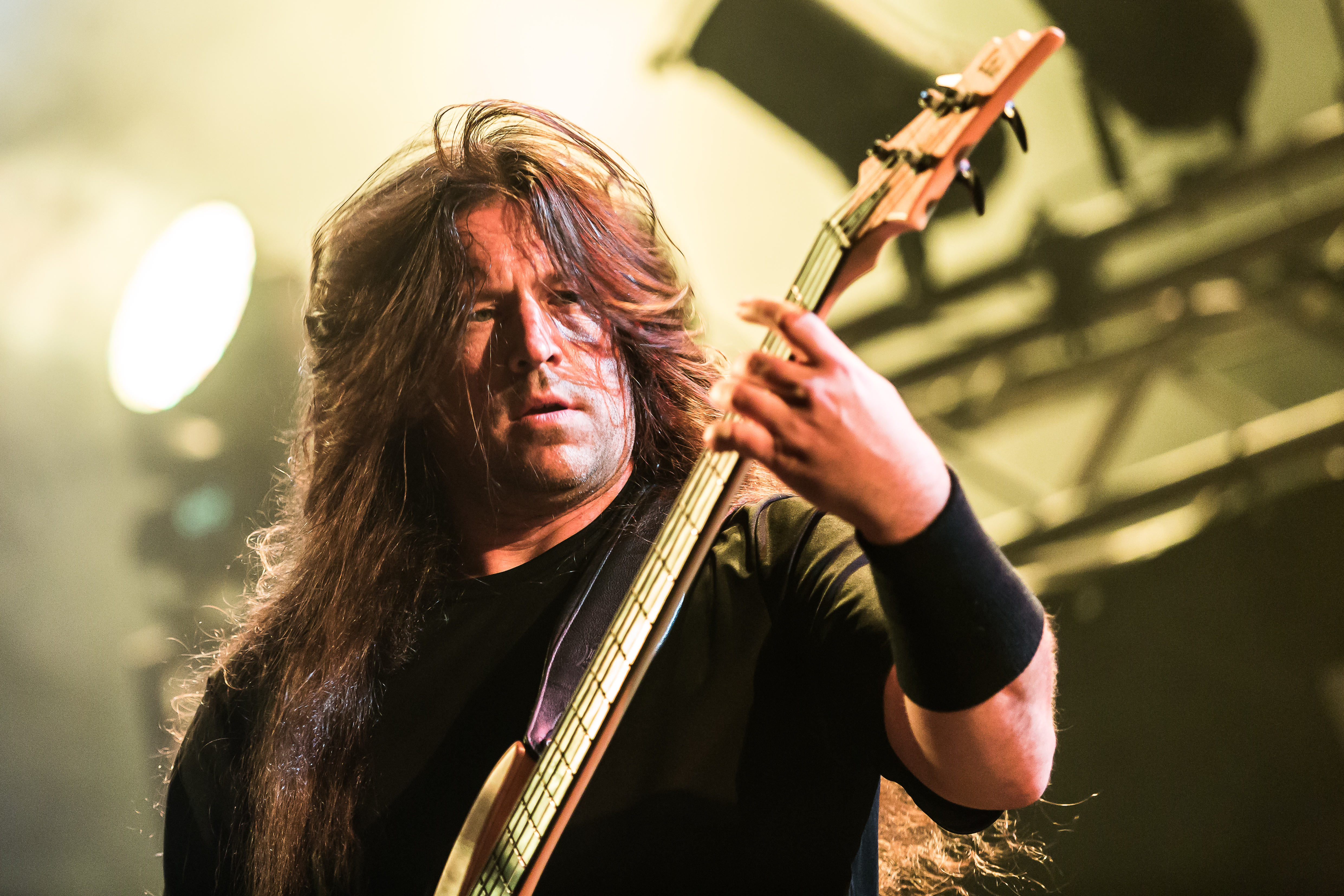
シーン・ビーズリー(B/Vo) 2018年
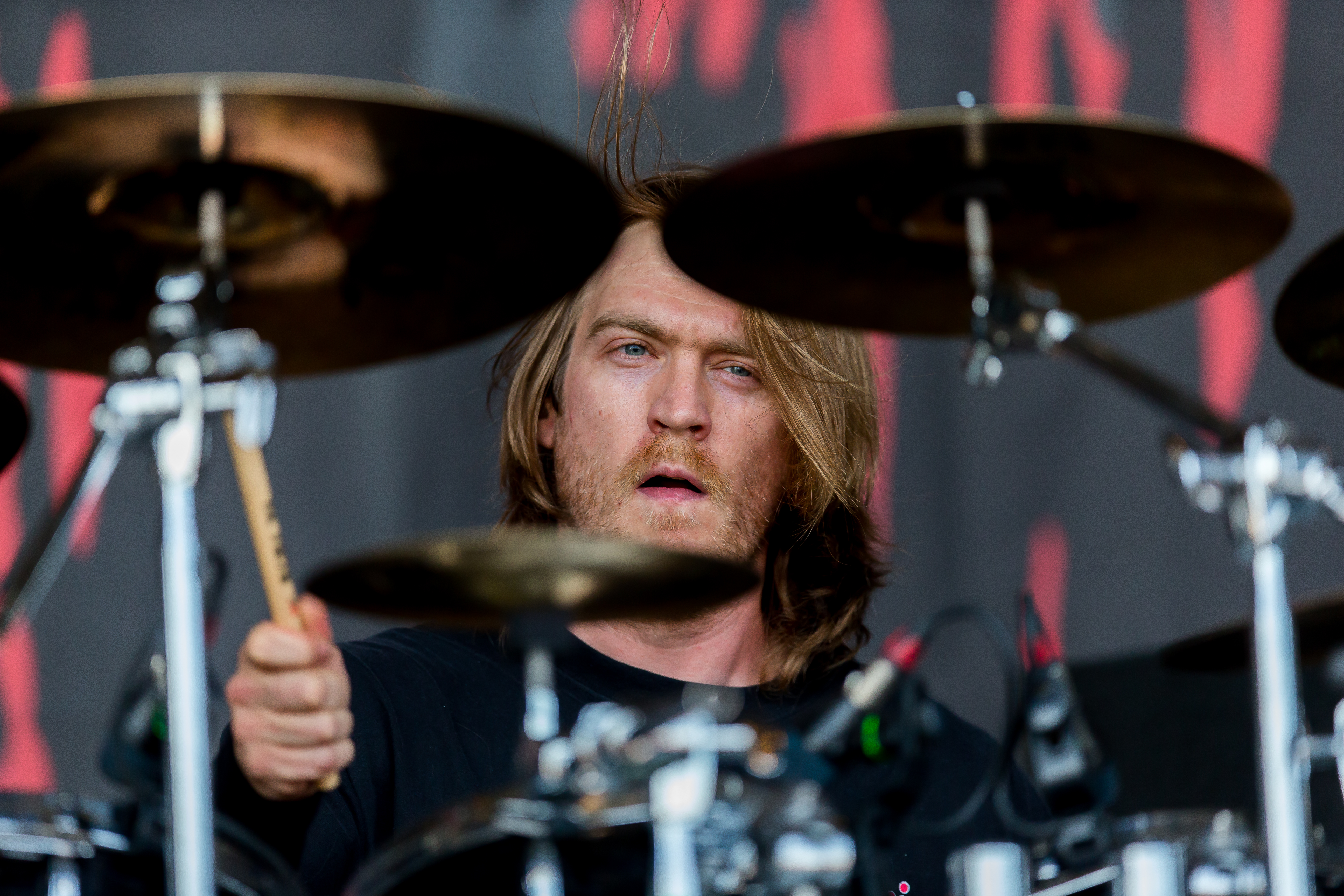
トレイ・ウィリアムズ(Dr) 2016年

### 旧メンバー
- ジェイソン・ネザートン (Jason Netherton) - ベース/ボーカル (1991-2000)(オリジナルメンバー)
- ニック・スピレオス (Nick Speleos) - ギター/ボーカル (1991-1994)(オリジナルメンバー)
- ロブ・ベルトン (Rob Belton) - ドラムス (1993-1996)
- ブライアン・ラッタ (Brian Latta) - ギター (1994-1998)
- ケイシー・バックラー (Casey Buckler) - ドラムス (1995-1996)
- エリク・セイエンガ (Erik Sayenga) - ドラムス (1996-1997,2001-2005)
- ケビン・タリー (Kevin Talley) - ドラムス (1997-2001)
- ジョン・ボイルズ (John "Sparky" Voyles) - ギター (1999-2001)
- ブルース・グレイグ (Bruce Grieg) - ギター (2001-2002)　2022年死去
- ヴィンス・マシューズ (Vince Matthews) - ボーカル (2001-2004)
- マイク・キンボール (Mike Kimball) - ギター (2003-2007)
- デュエイン・ティムリン (Duane Timlin) - ドラムス (2006-2007)

## ディスコグラフィー

### フルアルバム
- 1995 Infatuation with Malevolence
- 1996 Purification through Violence
- 1998 Killing on Adrenaline
- 2000 デストロイ・ザ・オポジション - Destroy the Opposition
- 2003 ストップ・アット・ナッシング - Stop at Nothing
- 2007 ウォー・オブ・アトリッション - War of Attrition
- 2009 ディセント・イントゥー・デプラヴィティー - Descend into Depravity
- 2012 レイン・スプリーム - Reign Supreme
- 2017 Wrong One to Fuck With

### シングル・EP
- 2000 Grotesque Impalement
- 2002 Vengeance Unleashed （Deepredとのスプリット）

### デモ
- 1993 Bathe in Entrails
- 1994 Infatuation with Malevolence